# Владислав Броневски
Владѝслав Кажѝмеж Бронѐвски, герб Леварт (на полски: Władysław Kazimierz Broniewski) е полски поет, преводач и войник, участник в Полско-съветската война.

## Биография
Роден е на 17 декември 1897 година в Плоцк, в шляхтишкото семейството на Зофия (с родова фамилия Людовидзка) и Антони Винценти Броневски. През 1915 година се присъединява към Полските легиони на Юзеф Пилсудски. Умира през 1962 година от рак.

## Творчество
- Wiatraki (1925 г.)
- Dymy nad miastem (1927 г.)
- Komuna Paryska (1929 г.)
- Troska i pieśń (1932 г.)
- Krzyk ostateczny (1938 г.)
- Bagnet na broń (1943 г.)
- Drzewo rozpaczające (1945 г.)
- Słowo o Stalinie (1949 г.)
- Nadzieja (1951 г.)
- Mazowsze (1951 г.)
- Wisła (1953 г.)
- Anka (1956 г.)